# إلياس حسين إبراهيم
إلياس حسين إبراهيم هو سياسي مالديفي، ولد في 5 مايو 1957 في كافو آتول في المالديف. نشط حزبياً في الحزب الديمقراطي المالديفي.